# دولت موقت جمهوری چین (۱۹۳۷–۱۹۴۰)
دولت موقت جمهوری چین (ژاپنی: Chūka Minkoku Rinji Seifu) دولت دست‌نشانده امپراتوری ژاپن در جمهوری چین (۱۹۴۹–۱۹۱۲) بود که از ۱۹۳۷ تا ۱۹۴۰ و در طول جنگ دوم چین و ژاپن وجود داشت.